# مرغابی سیاه آمریکایی
مرغابی سیاه آمریکایی (نام علمی: Anas rubripes) نام یک گونه از سرده مرغابی‌ها است.